# 丁金宏
丁金宏（1963年—），男，江苏涟水人，中华人民共和国人口学家。现任华东师范大学社会发展学院院长、上海市人口学会副会长。

## 生平
1983年，毕业于南京大学地理系。1986年，获得南京大学地理系硕士，1989年，获得华东师范大学人口所博士。
2018年1月，当选第十三届全国政协委员。